# Консервированный горошек

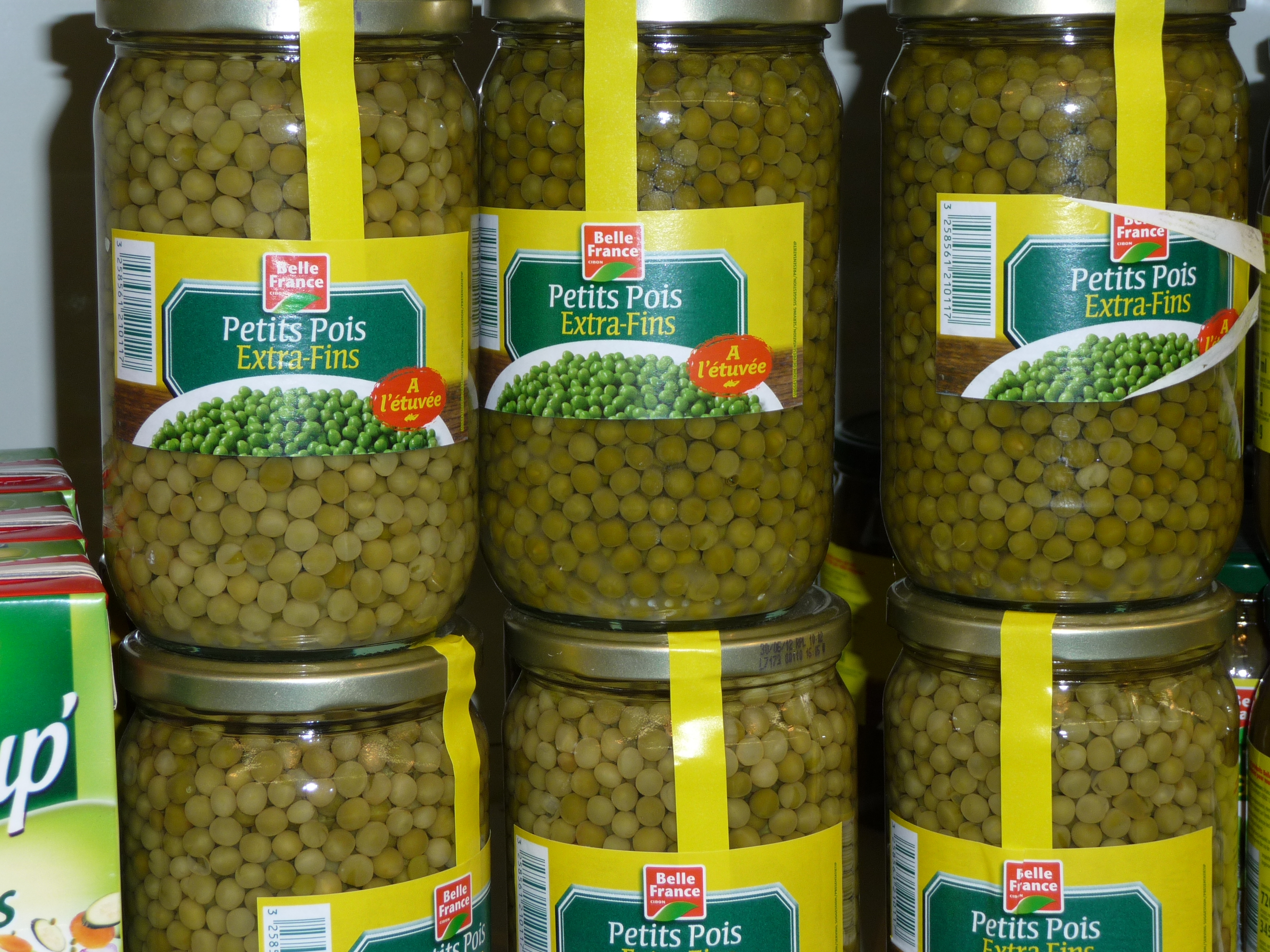
Консервированный зелёный горошек в стеклянной таре

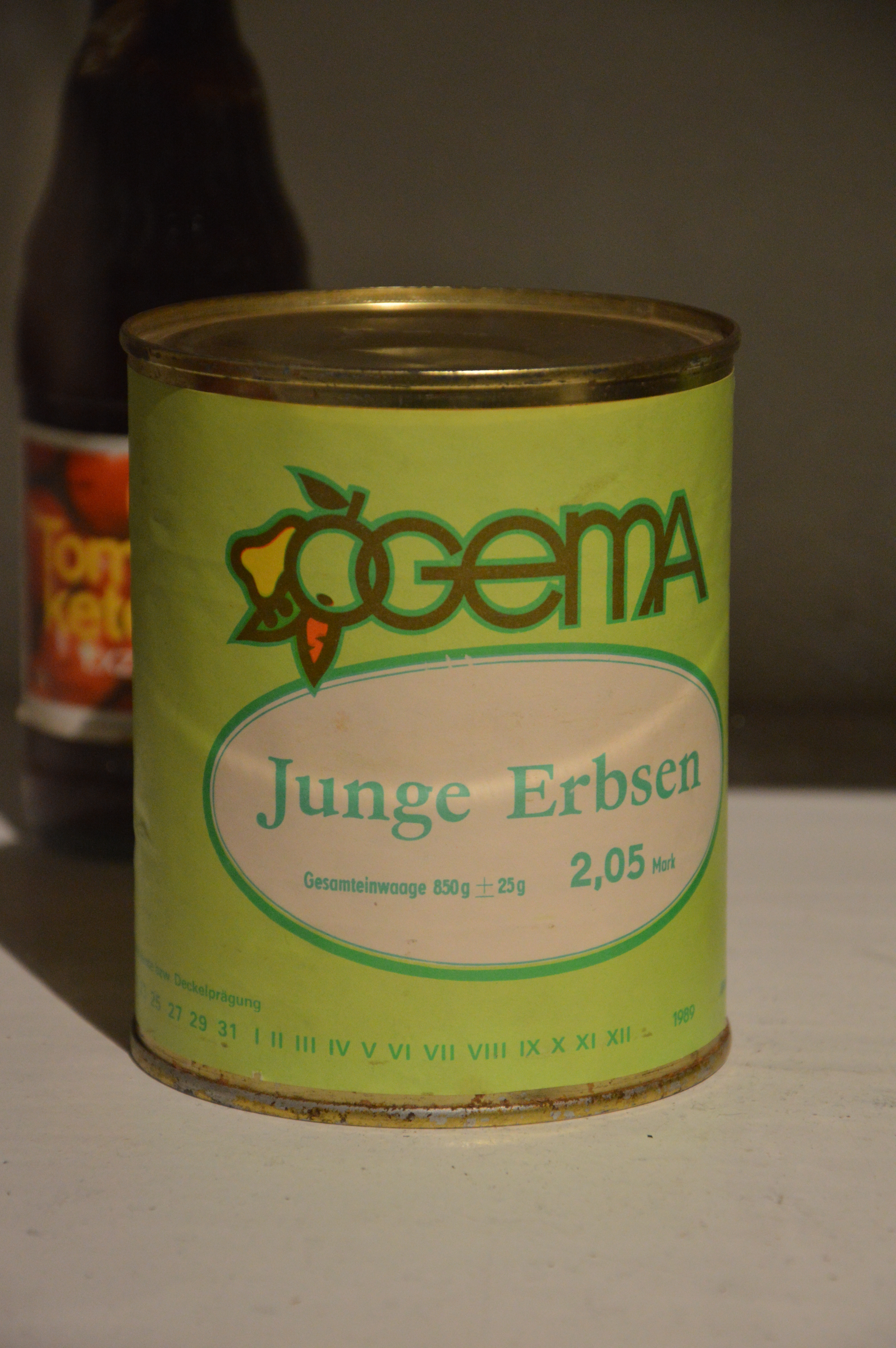
Жестяная банка консервированного зелёного горошка производства ГДР

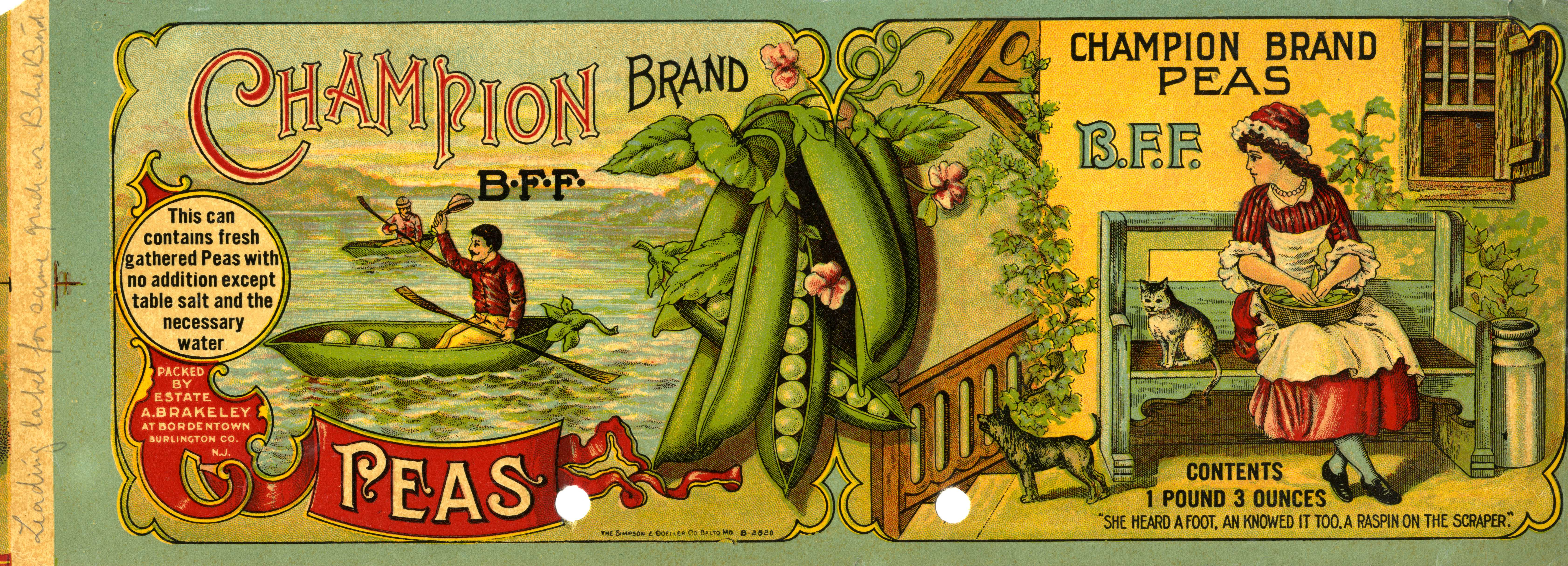
Обёртка банки американского консервированного горошка

Горо́шек консерви́рованный — зелёный горошек, сохранённый с помощью способа консервации.
Горох заготавливают с целью длительного хранения, пытаясь максимально сохранить витамины и питательные вещества. Для этого используют мозговые сорта гороха. Консервы вырабатывают из молодых зёрен (молочной стадии зрелости), когда они ещё нежны и богаты сахаром и витаминами. В отличие от зрелого гороха (зернобобовой культуры), зелёный горошек считается овощем. Консервы состоят из 65-70 % зёрен и 30-35 % заливки и содержат горох, воду, соль и сахар. Жидкость от консервированного горошка именуется аквафаба, она может использоваться как заменитель яичного белка.

## История
Впервые консервированием горошка стали заниматься предположительно в Голландии, а затем в XVIII—XIX веках и по многим странам Европы. Единственный завод в дореволюционной России — Пореченский. Производство начал в 1878 году французский промышленник Мальон в одном из домов деревни Поречье. Консервы шли в основном на экспорт.

## Свойства
Помимо большого количества хорошо сбалансированного по составу белка и легко усваиваемых углеводов, консервированный горошек содержит много калия, фосфора, железа, а также витамины. Он богат витамином B1, который укрепляет нервную систему. Содержащаяся в овоще клетчатка снижает уровень холестерина в крови, помогает выводить из организма токсины, улучшает работу желудочно-кишечного тракта, устраняя запоры. Достаточно много в горошке нуклеиновой кислоты, которая очень полезна для организма. Особенно полезны кислоты растительного происхождения: они повышают регенерацию тканей, тем самым продлевая молодость человека. В зелёном горошке нуклеотиды сочетаются с магнием, который способствует их лучшему усвоению.
Помимо прочего, в зелёном горошке содержатся витамины A, B2, PP. Витамин B2 снабжает клетки энергией, PP улучшает работу сердечно-сосудистой системы.

## Приготовление
Зелёный горошек убирается специализированным комбайном, грузовиками горошины доставляются на консервный завод.
На заводе горошек из приёмных ванн с помощью воды по желобам передаётся системе очистительных и моечных машин. Горошек моют в горячей, но не кипящей воде, так как нагревание воды выше 90 градусов приводит к увеличению числа лопнувших горошин. Затем горох охлаждается и попадает в банку, которая заполняется жидкостью и горошинами не до краев — иначе крышка при стерилизации может сорваться.

## Виды и требования к качеству
Консервированный горошек выпускается в 3 основных вариантах: высший сорт, первый сорт и столовый. Высший сорт содержит не более 6 % битых зёрен, первый — не более 8 %, а в столовом — не более 20 %. Цвет продукта — от зелёного до оливково-зелёного цвета, консистенция — мягкая и однородная. Но для горошка столового и первого сорта допускается неоднородность консистенции. Вкус качественного горошка первого и высшего сортов — мягкий, нежный, без крахмалистых оттенков, которые допускаются для столового. Жидкость в банке не должна содержать обильного белого осадка, возникающего при использовании перезревших зерен или нарушения технологии консервации. Прозрачная заливка может говорить об использовании консервантов.
По правилам горошек упаковывается во время сбора урожая, то есть весной или в начале лета. Закатанный осенью, а тем более зимой, горох — сухой, размоченный и превращенный в консервированный.